# George Town (Tasmania)
George Town è una città della Tasmania, in Australia; essa si trova 250 chilometri a nord di Hobart ed è la sede della Municipalità di George Town. Al censimento del 2006 contava 4.266 abitanti.